# Costi di transizione
I costi di transizione o costi di switching sono concetti utilizzati in microeconomia, nel management strategico e nel marketing per descrivere un insieme di impedimenti che un consumatore può incontrare quando intende cambiare fornitori di un certo bene o servizio.